# Bekkjarvik
Bekkjarvik este o localitate din comuna Austevoll, provincia Hordaland, Norvegia, cu o suprafață de 0,77 km² și o populație de 485 locuitori (2013).